# Gorazdova ulica, Ljubljana
Gorazdova ulica je ena izmed ulic v Zgornji Šiški (Mestna občina Ljubljana). 
Ob cesti se nahaja Osnovna šola Hinka Smrekarja.

## Poimenovanje
Ulica je bila uradno poimenovana 3. maja 1938. 

## Urbanizem
Prične se na križišču s Litostrojsko cesto, medtem ko se konča v križišču s Zofke Kvedrove ulico. Ima šest stranskih slepih »izrastlih« delov in poteka vzporedno s Celovško cesto.